# 2013 VJ24
2013 VJ24, également identifié comme 2014 TT115, est un transneptunien de magnitude absolue 6,17 du groupe des cubewanos.